# 브라우닝 M1917 중기관총
M1917 브라우닝 중기관총은 제1차세계대전때부터 베트남전이 끝날 때까지 미군에서 사용된 중기관총이다.
이 중기관총은 본체를 포함하여 3부분으로 분리되어 옮겨지므로, 약 3명 정도의 병력이 필요하다. 제2차 세계대전의 오키나와 전투에서 미군이 일본군에게 전멸을 당했을 때 미군 생존자 2명이 이 기관총의 본체만 가지고 적을 섬멸해 훈장을 받았다.